# Deltorhinum batesi
Deltorhinum batesi är en skalbaggsart som beskrevs av Edgar von Harold 1867. Deltorhinum batesi ingår i släktet Deltorhinum och familjen bladhorningar. Inga underarter finns listade i Catalogue of Life.